# Sonia Andrade

## Sônia Andrade
Sônia Andrade (Rio de Janeiro, Brasil - 1935 - 29 de outubro de 2022)  foi uma multiartista e pioneira da videoarte no Brasil. Suas produções incluem vários meios e experimentações: desenho, escrita, apropriação de objetos, fotografia, arte-correio, projeção de imagens, instalações, entre outros.
Como ela mesma afirma, não foi especialista em nada, embora tenha experimentado vários meios, e afirmava também não ter o controle sobre o processo de realização de seus trabalhos, que não eram projetados. O único estudo que fez seriamente foi a caligrafia chinesa.
Suas obras apresentam e discutem as relações entre a produção, a circulação, recepção e comercialização da arte, sendo dessa forma bastante política. Embora seja frequentemente associada ao movimento feminista, a artista afirma que nunca foi uma bandeira levantada em suas obras.

## Educação e Carreira
Sônia Andrade não teve formação específica em artes, e só começou a produzir  aos quarenta anos.
Educação:
1972 – Começa a formação artística frequentando o ateliê de pintura de Maria Tereza Vieira.
1973 – No final deste ano frequenta as aulas de Anna Bella Geiger, em seu ateliê, indicada por Ivens Machado.
1974 a 1976 – Juntamente com Fernando Cocchiarale forma um grupo composto por Ana Vitoria Mussi, Anna Bella Geiger, Leticia Parente, Miriam Danowski, Ivens Machado e Paulo Herkenhoff. Este grupo se reunia semanalmente. Segundo Sônia afirma, havia total liberdade de criação e os integrantes usavam os meios que queriam usar. Levavam os trabalhos a Anna Bella Geiger, professora de todos, que fazia a crítica. Em uma entrevista Sônia afirma que Anna Bella Geiger, Ivens Machado, Fernando Cocchiarale e ela própria fizeram os primeiros vídeos no Brasil em 1974, no Rio de Janeiro, sendo que em São Paulo só começaram em 1977. Só tinham uma câmera emprestada por Tom Tob Azulay sem ilha de edição, mas fizeram vídeos poéticos e críticos, ainda muito atuais. Este grupo estava numa via diferente da corrente inaugurada pela nova objetividade brasileira (1967).
1978 – Passa a morar entre o Rio de Janeiro e Paris, onde estuda caligrafia chinesa com o mestre Ung No Lee, americano de origem coreana. Ela afirma que esta foi a experiência mais importante que teve.
1986 a 1998 – Muda-se para Zurique com seu segundo marido, onde continua os estudos de caligrafia com a mestra Suishô Tomoko Arii, com a qual diz ter desenvolvido a disciplina necessária para a caligrafia.  Durante este tempo sempre viveu entre o Rio de Janeiro e Zurique.
Carreira:
Começou tardiamente sua carreira já com cerca de 40 anos. Seu primeiro trabalho foi uma instalação no Museu de Arte Moderna do RJ em 1975. É um conjunto de desenho sobre papel japonês, com as letras do alfabeto, os sinais de pontuação e em neón os 3 acentos da língua portuguesa. Ela usou as 3 letras que haviam sido retiradas do alfabeto (k,w e y) por decisão do governo Getúlio Vargas, que não queria estrangeirismos no alfabeto.
Muitos dos primeiros vídeos de Andrade a mostram realizando ações desajeitadas e dolorosas para invocar reflexões sobre práticas de tortura empregadas pelo governo brasileiro durante a ditadura. Por exemplo, Primeira Seria, uma 'primeira série' de vídeos filmados por Andrade no Rio e em São Paulo apresentou imagens de televisão de Andrade enrolando um fio de náilon no rosto até o desfigurar e tentando se movimentar com os membros e a cabeça presos em gaiolas de pássaros. Esta série é interpretada como crítica ao uso da televisão como ferramenta de condicionamento, um eco da autoridade do regime político.
Em 1974 soube, através de Anna Bella Geiger, que Walter Zanini estava convidando artistas com trabalhos em vídeo para uma exposição de videoarte nos EUA e logo fez seus primeiros vídeos. Entre 1974 a 1977 fez cerca de 8 vídeos. Todos são Sem Título. Quase todos os vídeos da década de 70 e de 80 foram filmados no espaço doméstico, e é a própria artista quem protagoniza as performances. Usou a  câmera sobre tripé sem edição. O fato de usar o corpo, segundo ela, é porque queria ter a possibilidade de colocar diretamente em ação o pensamento. Segundo ela, "Para mim, era um corpo, meu corpo". Sônia foi entre os artistas pioneiros da videoarte a que mais confrontaria a potência midiática da televisão. Durante toda a ditadura no Brasil a televisão teve um papel importante na construção de uma “imagem” que se queria do Brasil. Ela discute e critica este poder que invadia o cotidiano das pessoas e determinava o olhar das pessoas.
A crítica de Andrade à mídia e à televisão também fez parte dos seus primeiros filmes. Em Sem título (1975), Andrade estava sentada em uma mesa comendo uma refeição tradicional brasileira de feijão preto, porco curado, e salsichas enquanto um aparelho de televisão difundia uma série de comédia americana e publicidades no fundo. O cenário bastante cotidiano de repente toma um rumo obscuro quando o desprezo desperta dentro do artista. A televisão, antes inofensiva, torna-se fonte de miséria e opressão, e a artista começa a borrar a sua cabeça com os feijões. Em seguida, ela as empurra na sua boca com a mão, esfrega-os nos olhos, nas orelhas, e dentro das roupas. Finalmente, Andrade joga os feijões para a lente da câmara até obliterar completamente a cena. Em Sem título (1977), Andrade aparece frente a quatro televisões e as liga uma por uma. Em seguida, ela fala diretamente com o público repetindo "desliga a televisão" por mais de dez minutos para destacar a passividade dos telespectadores.

## Obras
Conjunto de 8 vídeos - 1974 - 1977
Neste conjunto de vídeos é possível ver a artista com seu corpo sendo colocado em destaque frente à televisão, no qual envolve seu rosto com arames. Vemos neste trabalho o corpo sendo diminuído por uma televisão que censura e que  é autoritária devido ao contexto da época da ditadura militar. Num outro vídeo a artista tenta entrar dentro de várias gaiolas, resultando num processo difícil.
Em 1975 começou um projeto com cartões postais europeus, que eram de seu tio Ayres de Andrade Junior, musicólogo e crítico que fundou a Sala Cecília Meireles no RJ. Consistia em enviar para galerias cópias dos postais para vários endereços aleatórios das cidades originais dos postais, e pedia como resposta um cartão atual com a mesma vista do cartão. Era um projeto para a  Dokumenta de Kassel, que foi recusado, mas só obteve respostas da Suíça.
Hydragrammas - 1978 - 1993
É uma coleção de 106 objetos coletados pela artista ao longo de 16 anos. Objetos encontrados na rua, no estúdio. Cada objeto é documentado com uma fotografia de arquivo, justaposto a uma palavra escolhida pela artista para realçar algum sentido ou pensamento. A produção de hydragrammas foi feita simultaneamente com outros conjuntos e subconjuntos.
Por volta de 1994, Sônia adquiriu uma coletânea de poemas do escritor inglês John Donne e abriu uma página ao acaso, onde  começava o poema SONG. Logo o primeiro verso "Go and catch a falling star" (vá, e agarre uma estrela cadente) a inspirou para uma série de vídeo-instalações. São cristais e drusas, iluminadas por uma luz eletrônica de vídeos, cada uma acompanhada de um verso de John Donne.

## Exposições Individuais[11]
- 2019 — O lugar a que se volta é sempre outro - Galeria Athena - Rio de Janeiro, Brasil
- ... às contas - Museu de Arte Moderna do Rio de Janeiro - Rio de Janeiro, Brasil

- 2017 — Sonia Andrade: Cristais, Pedras e Vídeos - Galeria Marcelo Guarnieri - São Paulo, Brasil

- 2011 — Retrospectiva: 1974-1993 - Centro Municipal de Arte Hélio Oiticica – Rio de Janeiro, Brasil

- 2010 — Sonia Andrade: Vídeos - Oi Futuro Flamengo – Rio de Janeiro, Brasil

- 2008 — Vídeo Instalação Sem título - Galeria Tempo - Rio de Janeiro, Brasil

- 2005  — Vídeo Instalação Sem Título [Conjunto de cinco vídeo instalações] - Centro Cultural Banco do Brasil - Rio de Janeiro, Brasil

- 2004 — Vídeo Instalação Sem título [Conjunto de oito vídeo instalações] - Cavalariças - Escola de Artes Visuais do Parque Lage - Rio de Janeiro, Brasil

- 2001 — Vídeo Instalação Sem Título - Paço Imperial, Ateliê Finep - Rio de Janeiro, Brasil

- 1999 — Vídeo instalações: Olimpo, Périplo, Apolo, Vênus e Noturno - Museu de Arte Moderna do Rio de Janeiro - Rio de Janeiro, Brasil

- 1998 — Vídeo instalação, Noturno - Fundação Nacional de Arte - Rio de Janeiro, Brasil

- 1994 — Hydragrammas - Museu de Arte Contemporânea da Universidade de São Paulo - São Paulo, Brasil

- 1993 — Hydragrammas - Museu Nacional de Belas Artes - Rio de Janeiro, Brasil

- 1984 — Situações Negativas: o passo, o salto, a queda, a marcha, o veículo, o repouso, o passeio, inverso - Museu de Arte Moderna do Rio de Janeiro - Rio de Janeiro, Brasil

- 1980 — Situações Negativas: o passo, o salto, a queda - Espaço Arte Brasileira Contemporânea da Fundação Nacional de Arte - Rio de Janeiro, Brasil

- 1978 — A Caça - Museu de Arte Moderna do Rio de Janeiro - Rio de Janeiro, Brasil

- 1977 — 8 Vídeos de Sonia Andrade - Museu de Arte Contemporânea da Universidade de São Paulo - São Paulo, Brasil

- 1976 — Sem título - Museu de Arte Moderna do Rio de Janeiro - Rio de Janeiro, Brasil

## Exposições Coletivas[11]
2020
- Pinacoteca: Acervo - Pinacoteca do Estado de São Paulo - São Paulo, Brasil

2019
- Filmes e Vídeos de Artistas na Coleção Itaú Cultural - Museu de Arte Moderna do Rio de Janeiro - Rio de Janeiro, Brasil

- FEMINISMS! - Centre de Cultura Contemporània de Barcelona (CCCB) - Barcelona, Espanha
- Novos Meios e Conceitualismo nos Anos 70 - Galeria Superfície - São Paulo, Brasil

2018
- Feminist Avant-garde /Art of the 1970s / SAMMLUNG VERBUND Collection, Vienna -
- The Brno House of Arts - Brno, República Checa

- Identity and Alterity: Shifting Representations - Kanal: Centre Pompidou - Bruxelas, Bélgica
- WOMAN: The Feminist Avant-Garde of the 1970’s - Stavanger Art Museum - Stavanger, Noruega

2017
- Coletiva - Galeria Marcelo Guarnieri - São Paulo, Brasil

- Pacific Standard Time LA/LA – Video Art in Latin America - LAXART - Los Angeles, E.U.A.

- 32ª Bienal de São Paulo: Incerteza Viva (itinerância) - Museu de Arte Contemporânea de Serralves - Porto, Portugal
- Modos de Ver o Brasil: Itaú Cultural 30 Anos - Oca, Parque Ibirapuera - São Paulo, Brasil
- Video Art in Latin America: Selections from Brazil. Rubell Family Collection, Miami, E.U.A.

2016
- Video Art in Latin America: Selections from Brazil - Rubell Family Collection - Miami, E.U.A.

- Dissonance, Vídeo Art - Getty Center - Los Angeles, E.U.A.
- Performed Revised - Kerstin Engholm Gallery - Viena, Áustria
- 32ª Bienal de São Paulo: INCERTEZA VIVA - Pavilhão Ciccillo Matarazzo - São Paulo, Brasil

2015
- Resistente Performed - Migros Museum fur Gegenwartkunst - Zurique, Alemanha

2013
- Elles: Mulheres Artistas na Coleção do Centro Pompidou - Centro Cultural Banco do Brasil - Rio de Janeiro, Brasil

- Elles: Mulheres Artistas na Coleção do Centro Pompidou - Centro Cultural Banco do Brasil - Belo Horizonte, Brasil

2012-2013
- Elles: Mulheres Artistas na Coleção do Centro Pompidou - Seattle Art Museum - Seattle, E.U.A.

2011
- Video, an Art, an History: 1965-2010 - Singapore Art Museum - Singapura

2010
- Selected from the Centre Pompidou: New Media Collection - Herzlyia Museum of Contemporary Art - Telavive, Israel

- Arquivo Geral - Centro Municipal Hélio Oiticica - Rio de Janeiro, Brasil

2009
- Elles@centrepompidou - Musée National d’Art Moderne/Centre National de Création Industrielle - Paris, França

2008
- Preparações e Tarefas - Caixa Cultural - Ceará, Brasil

- VIDÉO – Un art, une histoire – 1965/2007 - Musée Fabre - Montpellier, França
- WACK! Art and the Feminist Revolution - PS1 Contemporary Art Center - Nova Iorque, E.U.A.
- WACK! Art and the Feminist Revolution - National Museum of Women in the Arts - Washington D.C., E.U.A. WACK! Art and the Feminist Revolution - Vancouver Art Gallery - Vancouver, Canadá

2007
- WACK! Art and the Feminist Revolution - The Museum of Contemporary Art - Los Angeles, E.U.A.

- Arte como questão: Anos 70 - Instituto Tomie Ohtake - São Paulo, Brasil

2006
- Wilton Montenegro: Netos do Observatório. Arte Contemporânea Brasileira - Intituto Telemar - Rio de Janeiro, Brasil

- Manobras Radicais - Centro Cultural Banco do Brasil - São Paulo, Brasil
- Corps Étrangers - Musée du Louvre - Paris, França

2005
- O Corpo na Arte Contemporânea - Instituto Itaú Cultural - São Paulo, Brasil Oficina de criação / Artista visitante - Casa Andrade Muricy - Curitiba, Brasil

2004
- Getúlio, Presidente do Brasil - Museu da República - Rio de Janeiro, Brasil

- Pioneers of Brazilian Video Art 1973-1983 - Getty Center - Los Angeles, E.U.A.

2003
- Grande Orlândia - Sobrado em São Cristóvão - Rio de Janeiro, Brasil

2002
- Rio Trajetórias - Palácio Gustavo Capanema - Rio de Janeiro, Brasil

- Interculturalidades - Centro de Artes da Universidade Federal Fluminense - Rio de Janeiro, Brasil
- A Forma e a Imagem Técnicas na Arte do Rio de Janeiro: 1950-1975 - Paço das Artes - São Paulo, Brasil
- Matéria-Prima - Novo Museu - Curitiba, Brasil

2001
- B & N y De Color - Latinoamérica: Cine, Vídeo y Multimedia - Museo Nacional Centro de Arte Reina Sofía - Madri, Espanha

- Constelações - Museu de Arte Moderna do Rio de Janeiro - Rio de Janeiro, Brasil

2000
- Imagens Paradoxais - Escola de Artes Visuais de Parque Lage - Rio de Janeiro, Brasil

- Situações: Arte Brasileira Anos 70 - Fundação Casa França-Brasil - Rio de Janeiro, Brasil

1999
- Campo Randômico - Museu do Telefone (Telemar) - Rio de Janeiro, Brasil

1998
- XVI Salão Nacional de Artes Plásticas - Mostra paralela: Vídeo de Arte no Brasil - Museu de Arte Moderna do Rio de Janeiro - Rio de Janeiro, Brasil

1993
- Fórum BHZ vídeo - Palácio das Artes - Belo Horizonte, Brasil

- Vídeoarte - Brasil: Pioneiros - Centro Cultural Banco do Brasil - Rio de Janeiro, Brasil

1985
- Arte, Novos Meios / Multimeios - Fundação Armando Álvares Penteado - São Paulo, Brasil

1981
- Peinture de chevalet - Galerie N. R. A. - Paris, França

- Video from Latin America - Museum of Modern Art - Nova Iorque, E.U.A
- . 4ème manifestation internationale de livres d’artiste / livres / objects - Galerie N. R. A. e Centre George Pompidou - Paris, França
- Libri d’Arte e d’Artista - Biblioteche de Amicis e Lercari - Genova, Itália
- Apresentação de vídeo-tapes no seminário organizado pelo prof. Arlindo Machado “Perspectivas do vídeo” -Pontifícia Universidade Católica de São Paulo - São Paulo, Brasil
- Apresentação de parte do conjunto de trabalhos feitos com velhos postais pelo professor Dr. Felix Thürlemann, no seu curso: Probleme der Visuellen Semiotik - Universität Zürich - Zurique, Alemanha
- Participação no número 54 da revista Art Press - Paris, França

1980
- Art Video - Musée d’Art Moderne de la Ville de Paris - Paris, França

- Semana Internacional de Arte Actual - Vila do Conde, Porto, Portugal
- Quasi Cinema - Centro Internazionale di Brera - Milão, Itália
- Travaux sur papier / objects - Centre Culturel Municipal Jacques Prévert - Paris, França
- Participação no número especial da revista Ducuments Sur, Paris, França

1979
- Sem título - Galleria Brandale Sintesi - Ciserano, Bergamo, Itália

- Apresenta um vídeo-tape no seminário organizado por Nam June Paik - Centre Culturel Américain - Paris, França

1977
- 7 Artistas do vídeo - Museu de Arte Contemporânea da Universidade de São Paulo - São Paulo, Brasil

- Poéticas Visuais - Museu de Arte Contemporânea da Universidade de São Paulo - São Paulo, Brasil
- XIV Bienal Internacional de São Paulo - Pavilhão Armando Arruda Pereira - São Paulo, Brasil
- VIDEOMAC - Museu de Arte Contemporânea da Universidade de São Paulo - São Paulo, Brasil

1976
- I Concettuali di Rio - Centro d’Arte e Cultura Il - Brandale, Savona, Itália

- Vijfde Internationale Videodagen - Internationaal Cultureel Centrum - Antuérpia, Bélgica

1975
- Video-Art - Institute of Contemporary Art - University of Pennsylvania, Filadélfia, E.U.A.

- Video-Art - The Contemporary Arts Center - Cincinnati, Ohio, E.U.A.
- Video-Art - Museum of Contemporary Art - Chicago, Illinois, E.U.A.
- Video-Art - Wadsworth Atheneum - Hartford, Connecticut, E.U.A.
- Mostra de Arte Experimental de Filmes Super 8, Audio-Visual e Video-Tape - Galerie de la Maison de France, Rio de Janeiro, Brasil
- Mostra de Arte Experimental de Filmes Super 8, Audio-Visual e Video-Tape - Museu de Arte Moderna do Rio de Janeiro - Rio de Janeiro, Brasil
- Fourth international open encounter on video. - CAYC - Buenos Aires, Argentina

1974
- VI Salão de Verão - Museu de Arte Moderna do Rio de Janeiro - Rio de Janeiro, Brasil

- Prospectiva 74 - Museu de Arte Contemporânea da Universidade de São Paulo - São Paulo, Brasil
- 8 J.A.C. - Museu de Arte Contemporânea da Universidade de São Paulo - São Paulo, Brasil

## Prêmios e Residências
- 2019 - Indicação ao prêmio “2020 Grants & Commisions Program” - Fundação de Arte Cisneros Fontanals (CIFO) - Miami, E.U.A.[11]
- 2001 Prêmio Carlton Arts - Moinho Santo Antonio - São Paulo, Brasil 2º Prêmio Cultural Sérgio Motta - São Paulo, Brasil
- 2000 1º Prêmio Cultural Sérgio Motta: Menção honrosa - São Paulo, Brasil.[11]